# 淞虹路站
淞虹路站（工程名为临空园区站）是一个位于中华人民共和国上海市长宁区新泾镇天山西路与淞虹路交叉口地下，是上海地铁2号线的地铁车站。在2010年2号线西延伸开通前，此站曾是2号线的西起始站。本站现作为第二批试行“闸机常开”模式的车站之一。

## 車站結構

### 車站樓層
淞虹路站共有3層。地面為車站出口，地下一層為車站大廳，地下二層為2号线月台。
| 地面层   | 出入口             | 1-5出入口                               |  |  |
| 地下一层 | 站厅               | 票务服务、自动售票机、人工服务台        |  |  |
| 地下二层 |                    | █ 2号线 往国家会展中心（虹桥2号航站楼） |  |  |
|          | 岛式站台，左侧开门 |                                         |  |  |
|          |                    | █ 2号线 往浦东1号2号航站楼（北新泾）    |  |  |

## 車站出口
淞虹路站共有5个出入口，5号口附近设有地下连通道穿越福泉路并连接上海荟聚。各出入口如下所示：
| 出口编号            | 出口指示                 | 照片 |
| ------------------- | ------------------------ | ---- |
| 1 · 出口            | 天山西路，淞虹路，金钟路 |      |
| 2 · 出口            | 天山西路，淞虹路，新渔路 |      |
| 3 · 出口 · （设有） | 新渔路，天山西路         |      |
| 4 · 出口            | 新渔路，天山西路，福泉路 |      |
| 5 · 出口            | 天山西路，福泉路，金钟路 |      |
| 图例： 设有         |                          |      |

## 車站周邊
长宁Art Park大融城、新涇公園、复旦中学西部校区、新涇中學、東華大學國家大學科技園、上海荟聚

### P+R”停车换乘
自2009年7月21日起，淞虹路站加入上海“P+R”停车换乘试点，自驾车的市民在每天的5时30分至23时30分时段内，使用公共交通卡刷卡进入淞虹路站的停车楼，并用该卡换乘轨道交通，即可享受停车收费优惠。试行收费标准为在换乘服务时段内按次收费，每次人民币10元。

### 公交换乘
74、74B、74区间（华新镇-金钟路福泉路）、141、750、808、825、836、846、855、876、1205、安虹线、新泾1路

## 車站歷史

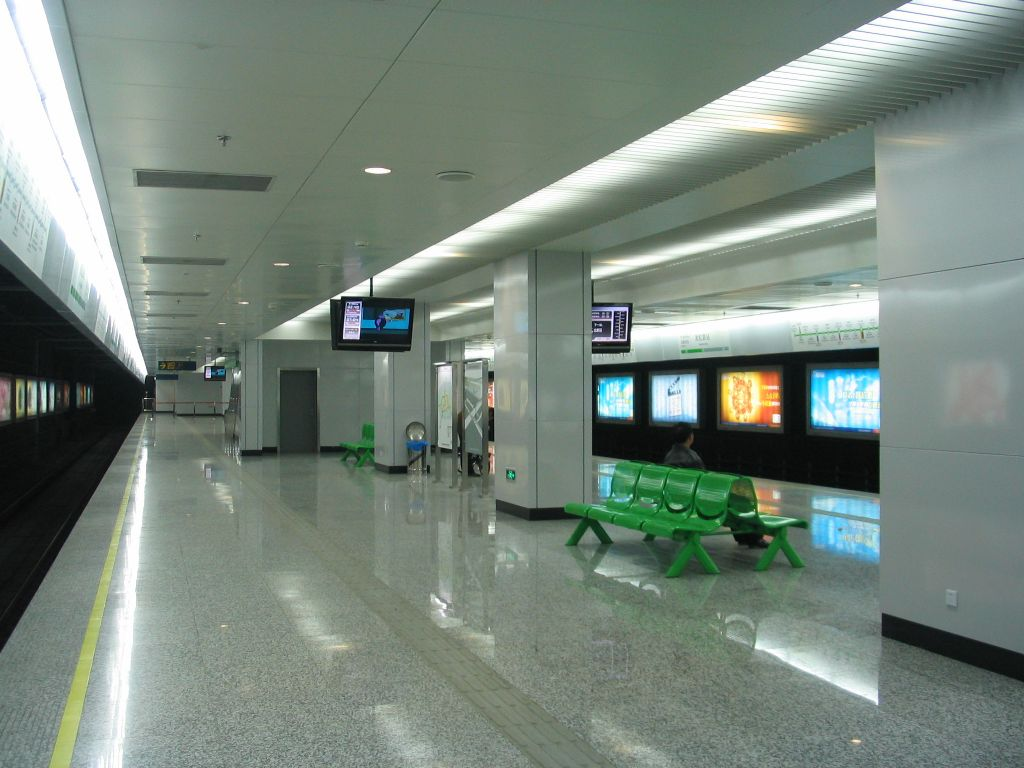
安装半高屏蔽门前的车站站台（2007年）

- 2006年12月30日：本站随上海轨道交通2号线西延伸段开通而啟用[1]。
- 2013年7月开始：本站站台加装半高屏蔽门[5]。
- 2021年4月起：本站站台更換為1.5米高月台門。
- 2022年6月1日[來源請求]至7月3日：为配合新型冠状病毒疫情防控，车站改以本站为临时终点站。
- 2023年7月7日起，为配合福泉路地下人行通道工程施工，本站5号口关闭[6]。
- 2024年9月19日，本站5号口恢復使用。